# Humidor

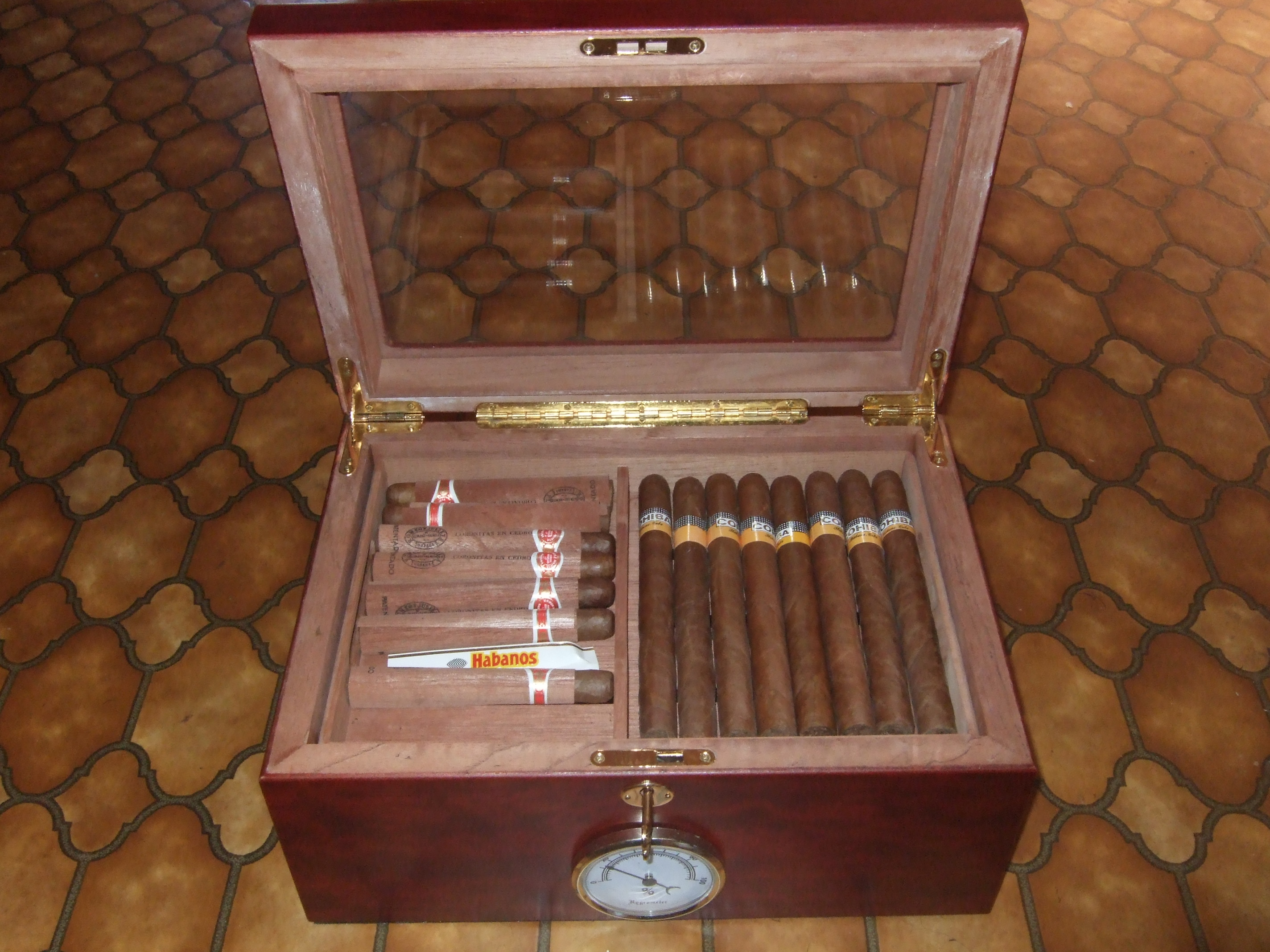
Un humidor lleno de habanos

Un humidor o humidificador, llamado también humectador, es un cajón de madera revestida interiormente de cedro, con un sistema de humidificación y un higrómetro, para controlar el grado de humedad y, a veces, con un termómetro que mide la temperatura. Un humidor sirve para guardar puros y evitar la desintegración o desecación de los mismos.

## Características

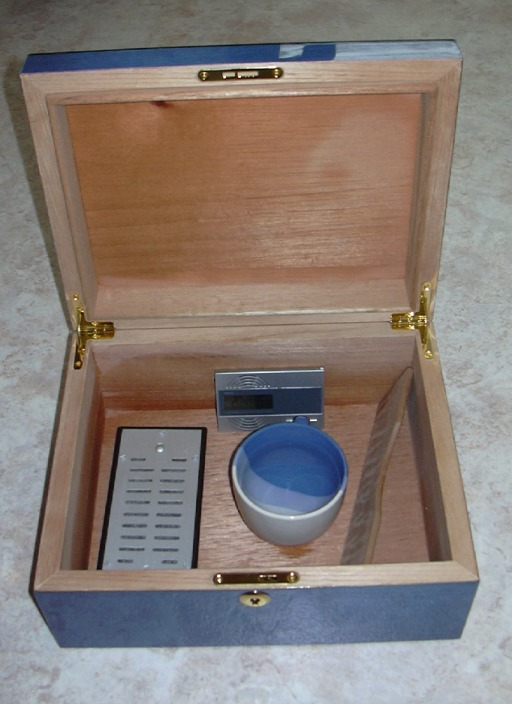
Preparación de un humidor

Hay humidores de distintos tamaños, desde pequeños humidores de viaje con capacidad para unos pocos puros, hasta cabinas climatizadas para gran almacenaje, en las que incluso se puede caminar dentro.La cantidad de puros que se pueden almacenar en un humidor depende del formato de los puros, y del tamaño de la recámara interior del humidor a la que se le debe restar el espacio que ocupa el sistema de humidificación.
Los humidores se pueden ensamblar con diferentes sistemas de humidificación. Pero la mayoría de los humidores disponen de humidificadores (o sistemas de humidificación) recargable con agua desmineralizada o destilada.
Los puros deben almacenarse a una humedad de alrededor del 65 % al 72 % y a una temperatura entre los 16 °C y los 18 °C. Por esta razón, los puros deben ser almacenados en un humidor que mantiene un clima adecuado. En seco, los puros pierden su aroma y queman de forma desigual.